# لسلی مک‌نت-مادلی
لسلی مک‌نت-مادلی (انگلیسی: Lesley McNaught-Mändli؛ زادهٔ ۱۰ فوریهٔ ۱۹۶۴) سوارکار پرش اهل سوئیس است.